# Luis María Echeberría
Luis María Echeberría né le 24 mars 1940 à Erandio et mort le 19 octobre 2016 à Getxo (Espagne), est un joueur de football espagnol professionnel ayant fait partie de l'équipe d'Espagne.

## Athlétic Bilbao
Echeberria commence sa carrière pro à l'Athletic Bilbao lors de la saison 1961-1962, saison où il joue le plus de fois (avec les saisons 66-67 et 69-70) et qui se termine par une 5e place au championnat. Dès ses débuts, Echeberria est sélectionné en équipe nationale et joue ses 4 matchs pendant les éliminatoires de l'Euro 1964 (1962-1963). La saison 1962-1963 est plus sombre pour Bilbao qui finit 10e, 8e en 1963-1964 et 7e en 1964-1965 où il marque son unique but chez les professionnels.

## Parcours de champion
L'Espagne accueille le Championnat d'Europe de football 1964. L'Espagne participe aux éliminations et Echeberria participe à 4 matchs des éliminatoires. L'Espagne passe la Roumanie, l'Irlande du Nord, la république d'Irlande, et enfin la Hongrie et l'Union soviétique pour remporter le championnat d'Europe 1960.

## Coupe d'Espagne
La saison 1965-1966 se termine par une 5e place de l'Athletic Bilbao et une défaite en finale de la Coupe d'Espagne de football subit face du Real Saragosse 2-0.
Bilbao finit 7e de la saison 1966-1967 et aligne une deuxième défaite d'affilié en finale de la coupe nationale en perdant cette fois contre le Valence CF 2-1.
La saison 1967-1968 ne voit pas de grand changement et termine une nouvelle fois 7e mais la saison 1968-1969 voit Bilbao et Echeberria remporter la Coupe du Roi face à Elche CF 1-0, ce sera l'unique trophée de Echeberria dans sa carrière en club.
La saison 1969-1970 est la saison où Bilbao passe tout près du titre de champion d'Espagne en se classant second du championnat à un point de l'Atlético Madrid. L'année suivante, Echeberria fait la saison la plus courte de sa carrière avec 12 matchs en tant que titulaire, Bilbao se classe 5e. La saison 1971-1972 est la dernière de Luis Maria Echeberria à l'Athletic et le club termine à une 9e position. Echeberria dispute une saison avec Barakaldo CF avant de raccrocher en 1973.

## Palmarès
- Coupe d'Espagne de football (ou Coupe du Roi): 1968-1969
- Champion d'Europe 1964